# Octave Feuillet
Octave Feuillet (Saint-Lô, 11 agosto 1821 – Parigi, 29 dicembre 1890) è stato uno scrittore e drammaturgo francese.

## Biografia
Dopo aver completato gli studi classici a Parigi utilizzò lo pseudonimo di Desiré Hazard per pubblicare il suo primo romanzo in collaborazione con Bocage e Aubert.
Sentendo gli influssi di Alfred De Musset propose numerose opere teatrali, il primo Dalila era un dramma del 1857, le successive riempirono le cronache teatrali del tempo: Un giovane povero (1858) e Redenzione (1860). Fra i suoi innumerevoli romanzi quello con il maggior successo di critica, fu Redenzione.
Famoso durante il secondo Impero, quando era scrittore ufficiale del regime, per trent'anni rappresentò un genere di narrativa di opposizione al realismo a cui ribatteva con il suo idealismo.
Verso a fine della sua attività Feuillet abbandonò il suo idealismo per preoccuparsi della realtà esprimendola con vigore. Opere in tal senso furono Il signore di Camors, ma la prova riuscì in pieno col romanzo Giulia di Trécœur (1872).

## Opere
elenco parziale:

### Narrativa
- Le grand vieillard  (1845).
- Onesta (1848)
- Bellah (1855)
- La piccola contessa (1857)
- Dalila (1857)
- Il romanzo di un giovane povero (1858)
- Redenzione (1860)
- Storia di Sibilla (1862)
- Il signore di Camors (1867)
- Giulia di Trécoeur (1872)
- Storia di una parigina (1881)
- La morte (1886)

### Teatro
- Il pro e il contro (1853)
- Il villaggio (1856)
- Il cappello bianco (1860)
- Chamillac (1886)
- La Sfinge